# Choren Doghramadżian
Choren Doghramadżian (ur. 1965 w Dżubajl) – duchowny Apostolskiego Kościoła Ormiańskiego, od 2017 wikariusz patriarszy Cypru.

## Życiorys
Święcenia kapłańskie przyjął w 1984. Sakrę biskupią otrzymał 1 sierpnia 2006. W latach 2006–2017 był biskupem Aleppo. Od 2017 zarządza diecezją Cypru.